# جين كارمايكل
جين كارمايكل هو سياسي أمريكي، ولد في 1927، وتوفي في 21 فبراير 2014. نشط حزبياً في الحزب الديمقراطي. وقد انتخب عضو مجلس ولاية كارولاينا الجنوبية ‏.